# Lista över ärkebiskopar av Manila
Manila stift var från början suffraganstift tills Mexiko ärkestift, men blev redan den 14 augusti 1595 eget ärkestift.

## Lista
| Namn                                  | Episkopat                           |
| ------------------------------------- | ----------------------------------- |
| Domingo Salazar                       | 6 februari 1579 - 4 december 1594   |
| Ignacio Santibñez                     | 30 augusti 1595 - 14 augusti 1598   |
| Miguel de Benavides                   | 7 oktober 1602 - 26 juli 1605       |
| Diego Vázquez de Mercado              | 28 mars 1608 - 12 juni 1616         |
| Miguel García Serrano                 | 12 februari 1618 - 14 juni 1629     |
| Hernando Guerrero                     | 9 juni 1634 - 1 juli 1641           |
| Fernando Montero Espinosa             | 5 februari 1646 - 1648              |
| Diego Camacho y Ávila                 | 19 augusti 1696 - 14 januari 1704   |
| Francisco de la Cuesta                | 1704 - 23 september 1723            |
| Angel Rodríguez                       | 17 december 1731 - 24 juni 1742     |
| Pedro José Manuel Martínez de Arizala | 3 februari 1744 - 28 maj 1755       |
| Basilio Tomás Sancho Hernando         | 14 april 1766 - 15 december 1787    |
| Juan Antonio Gallego Orbigo           | 15 december 1788 - 17 maj 1797      |
| Juan Antonio Zulaibar                 | 26 mars 1804 - 4 mars 1824          |
| Hilarión Díez                         | 3 juli 1826 - 7 maj 1829            |
| José Seguí                            | 5 juli 1830 - 4 juli 1845           |
| José Aranguren                        | 19 januari 1846 - 18 april 1861     |
| Gregorio Melitón Martínez Santa Cruz  | 23 december 1861 - 1875             |
| Pedro Payo y Piñeiro                  | 28 januari 1876 - 1 januari 1889    |
| Bernardino Nozaleda y Villa           | 27 maj 1889 - 4 februari 1902       |
| Jeremiah James Harty                  | 6 juni 1903 - 16 maj 1916           |
| Michael J. O'Doherty                  | 6 september 1916 - 13 oktober 1943  |
| Gabriele M. Reyes                     | 13 oktober 1949 - 10 oktober 1952   |
| Rufino Jiao Santos                    | 10 februari 1953 - 3 september 1973 |
| Jaime Lachica Sin                     | 21 januari 1974 - 15 september 2003 |
| Gaudencio Borbon Rosales              | 15 september 2003 - 13 oktober 2011 |
| Luis Antonio Tagle                    | 13 oktober 2011 -                   |